# 萨姆·斯克林杰
萨姆·斯克林杰（英語：Sam Scrimgeour，1988年1月28日—），英国男子赛艇运动员。他曾代表英国参加世界赛艇锦标赛，获得一枚金牌和三枚铜牌，均来自男子轻量级双人单桨无舵手项目。